# Rudolf Schubert (Botaniker)
Rudolf Schubert (* 26. August 1927 in Kobitzschwalde; † 3. Dezember 2022) war ein deutscher Botaniker und Universitätsprofessor.

## Leben
Nach dem Besuch der Volksschule in Rößnitz ging er 1938 an die Oberschule nach Plauen im Vogtland. Im Zweiten Weltkrieg war er als Luftwaffenhelfer und beim Arbeitsdienst eingesetzt. Er geriet in Kriegsgefangenschaft, aus der er 1945 entlassen wurde.
1946 holte er das Abitur nach und nahm ein Studium der Biologe und Geographie an der Martin-Luther-Universität Halle-Wittenberg auf, das er 1950 mit dem Staatsexamen für Oberschullehrer abschloss. 1952 promovierte er zum Dr. rer. nat. und verteidigte 1959 erfolgreich seine Habilitation. Von 1959 bis 1963 war er Bezirksnaturschutzbeauftragter für  den Bezirk Halle.
Nach seiner Aspirantur an den Universitäten Halle, Greifswald und Potsdam wurde er 1953 Oberassistent und 1959 Dozent in Halle. 1964 erhielt er seine erste Professur mit Lehrauftrag und 1969 erfolgte seine Ernennung zum ordentlichen Universitätsprofessor. 1991 trat er im Alter von 64 Jahren auf eigene Bitte in den vorzeitigen Ruhestand.
Im Jahr 1989 wurde Schubert zum Mitglied der Leopoldina gewählt. Ab 1993 war Rudolf Schubert Mitglied der Leibniz-Sozietät der Wissenschaften zu Berlin e. V., begründet 1700 als Brandenburgische Sozietät der Wissenschaften.

## Werke (Auswahl)
- Rudolf Schubert, Eckehart J. Jäger, Klaus Werner (Hrsg.): Exkursionsflora für die Gebiete der DDR und der BRD. Begründet von Werner Rothmaler. 6. Auflage. Band 3: Atlas der Gefäßpflanzen, Volk und Wissen, Berlin 1987, ISBN 3-06-012536-8.
- Rudolf Schubert, Günther Wagner: Botanisches Wörterbuch. 12. Auflage. Verlag Eugen Ulmer, 2000, ISBN 3-8001-2742-3.
- Rudolf Schubert, Werner Hilbig, Stefan Klotz: Bestimmungsbuch der Pflanzengesellschaften Deutschlands. Spektrum, Akademischer Verlag, Heidelberg u. a. 2001, ISBN 3-8274-0915-2.
- Rudolf Schubert, Horst Herbert Handke, Helmut Pankow: Rothmaler Exkursionsflora von Deutschland. Band 1: Niedere Pflanzen. Spektrum Akademischer Verlag, München 2005, ISBN 3-8274-0655-2.